# Comuna Poienari, Neamț
Poienari este o comună în județul Neamț, Moldova, România, formată din satele Bunghi, Poienari (reședința) și Săcăleni.

## Așezare
Comuna se află în extremitatea sud-estică a județului, aproape de limita cu județele Iași și Vaslui. Este traversată de șoseaua națională DN15D, care leagă Romanul de Vaslui.

## Demografie
Componența etnică a comunei Poienari
     Români (94,32%)
     Alte etnii (5,68%)
Componența confesională a comunei Poienari
     Ortodocși (93,81%)
     Alte religii (0,36%)
     Necunoscută (5,82%)
Conform recensământului efectuat în 2021, populația comunei Poienari se ridică la 1.374 de locuitori, în scădere față de recensământul anterior din 2011, când fuseseră înregistrați 1.453 de locuitori. Majoritatea locuitorilor sunt români (94,32%). Din punct de vedere confesional, majoritatea locuitorilor sunt ortodocși (93,81%), iar pentru 5,82% nu se cunoaște apartenența confesională.

## Politică și administrație
Comuna Poienari este administrată de un primar și un consiliu local compus din 11 consilieri. Primarul, Vasile-Emil Dascălu[*], de la Partidul Social Democrat, este în funcție din 2008. Începând cu alegerile locale din 2024, consiliul local are următoarea componență pe partide politice:
|  | Partid                          | Consilieri | Componența Consiliului | Componența Consiliului | Componența Consiliului | Componența Consiliului | Componența Consiliului | Componența Consiliului | Componența Consiliului |
|  | ------------------------------- | ---------- | ---------------------- | ---------------------- | ---------------------- | ---------------------- | ---------------------- | ---------------------- | ---------------------- |
|  | Partidul Social Democrat        | 7          |                        |                        |                        |                        |                        |                        |                        |
|  | Alianța pentru Unirea Românilor | 2          |                        |                        |                        |                        |                        |                        |                        |
|  | Partidul Național Liberal       | 2          |                        |                        |                        |                        |                        |                        |                        |

## Istorie
La sfârșitul secolului al XIX-lea, satele actuale ale comunei erau incluse în comuna Pâncești, care făcea parte din plasa Siretul de Sus a județului Roman și era formată din satele Bunghi, Pâncești, Patricheni, Poenari, Săcăleni, Tălpălăi și Zimbru, având în total 1963 de locuitori ce trăiau în 500 de case. Existau în comună patru biserici (două de zid și două de lemn) și două școli primare mixte. Anuarul Socec din 1925 o consemnează în aceeași plasă, având 2800 de locuitori în satele Bunghi, Pâncești, Poenari și Tălpălăi și în cătunele Holm, Patricheni și Zimbru. În 1931, comuna și-a schimbat denumirea în Poenari întrucât reședința se mutase în satul Poenari.
În 1950, comuna Poenari a fost transferată raionului Negrești din regiunea Iași. În 1968, ea a revenit la județul Neamț, reînființat. În 2004, câteva sate s-au separat, formând comuna Pâncești, iar comuna Poienari a căpătat forma ei actuală.